# Princ
Stefan Zdravković, művésznevén Princ od Vranje, röviden Princ (Vranje, 1993. szeptember 29. – ) szerb énekes. Ő képviselte Szerbiát a 2025-ös Eurovíziós Dalfesztiválon, Bázelben, a Mila című dalával.

## Élete
Stefan Zdravković Vranjéban született, és 2002 óta Belgrádban él. Korábban szerb országos bajnok és ezüstérmes volt karatéban, valamint a nemzeti válogatott tagjaként is versenyzett. Középiskolás korában, tizenöt évesen kezdett el zenélni, amikor barátaival megalapította a Šesta žica nevű zenekart. Végzettségét tekintve filológus: a Belgrádi Egyetem Bölcsészettudományi Karán végzett a Skandináv Nyelvek, Irodalom és Kultúra Tanszék norvég szakán.

## Pályafutása
Zdravković énekes, valamint gitáron és dobon játszik. 2016 óta a Sisyphus együttes énekese. 2020-ban főszerepet kapott Andrew Lloyd Webber és Tim Rice rockoperájában, a Jézus Krisztus szupersztárban, amelyet a Student City Kulturális Központ szervezett.
Számos fesztiválon vett részt, többek között a fehéroroszországi Slavyanski Bazaaron. Megnyerte a bolgár River Notes Nemzetközi Zenei Versenyt, valamint egyike volt a legnagyobb máltai zenei fesztivál győzteseinek. Emellett fellépett Kazahsztánban, Litvániában, Olaszországban és Spanyolországban is. Ő írta a Lepo moje Vranje című dalt, amelyet barátja, Đorđe Popović adott elő. 2021-ben a bolgár Glasat na Bulgaria énekversenyen, amelyre 4000 jelentkező nevezett, bejutott a legjobb 12 közé.
2022. január 14-én Princ egyike volt annak a harminchat előadónak, akiket beválogattak a Pesma za Evroviziju '22 mezőnyébe. Január 19-én azonban bejelentette visszalépését a versenytől, mivel nézeteltérés alakult ki közte és a Ljubi svog čoveka című dal szerzője között. A dalt végül a 2014-es Eurovíziós Dalfesztiválon Észak-Macedóniát képviselő Tijana Dapčević adta elő egy új verzióban, Ljubi, ljubi doveka címmel.
A következő évben, 2023-ban bejelentették, hogy Princ résztvevője lesz a Pesma za Evroviziju '23-nak Cvet sa Istoka című dalával, amelyet Dušan Bačić írt, és Dejan Nikolić hangszerelt. A nyilvánosságra hozott szavazási eredmények szerint Princ mind az első elődöntőben, mind a döntőben a legtöbb közönségszavazatot kapta, azonban a zsűripontokkal együtt számított végső eredményben a második helyen végzett Luke Black mögött.
2024 decemberében az RTS bejelentette, hogy az énekes résztvevője lesz a Pesma za Evroviziju '25 nemzeti válogatónak. Mila című versenydalával megnyerte a február 28-án rendezett döntőt, ahol a nemzeti zsűri, valamint közönség pontjai alakították ki a végeredményt, így ő képviselhette hazáját az Eurovíziós Dalfesztiválon. A dalfesztivál május 15-én rendezett második elődöntőjében a tizennegyedik helyen végzett, így nem jutott tovább a döntőbe.

## Diszkográfia

### Albumok
- Mila (2025)

### Kislemezek
- Samo mi je lepo (2022)
- Cvet sa Istoka (2023)
- Mirno (2023, Goca Tržannal közösen)
- Kad pozelis (2023, Reginával közösen)
- Ajša (2024)
- Čardak (2024)
- Ela Ela (2024)
- Belo (2024)
- Paučina (2024, Šejla Zonićtyal közösen)
- Mila (2025)